# Pseudozarba plumbicilia
Pseudozarba plumbicilia är en fjärilsart som beskrevs av Max Wilhelm Karl Draudt 1950. Pseudozarba plumbicilia ingår i släktet Pseudozarba och familjen nattflyn. Inga underarter finns listade.